# Fidel Garriga
Fidel Garriga (Ciudad de México, México, 17 de octubre de 1948 − † Ciudad de México, México, 10 de diciembre de 2014) fue un actor mexicano de cine, teatro y televisión.

## Telenovelas
- Las Bravo (2014) .... Don Chuy
- Hombre tenías que ser (2013) .... Santiago Lara
- La otra cara del alma (2012-2013) .... Orlando Macías
- Amor cautivo (2012) .... Billy Thomson
- La mujer de Judas (2012) .... Grafólogo
- Prófugas del destino (2010-2011) .... Padre Jacinto
- Quiéreme (2010) .... Rodolfo
- Eternamente tuya (2009) .... Mateo
- Bellezas indomables (2007-2008) ... Marcos Lorosqui
- La heredera (2004-2005) .... Ángel
- Como en el cine (2001-2002) .... Fidel
- El amor no es como lo pintan (2000 - 2001) .... Rogelio Orozco
- Golpe bajo (2000) .... Esteban
- Ellas, inocentes o culpables (2000) .... Rogelio
- Catalina y Sebastián (1999) .... Guadalupe "Lupe" Mendoza †
- Perla (1998) .... Ernesto Villareal
- La chacala (1997)
- Rivales por accidente (1997) .... Dr. Segura
- La paloma (1995) .... Pedro
- Imperio de cristal (1994-1995) .... Rogelio Herrera
- El vuelo del águila (1994-1995) .... José María Iglesias
- Sueño de amor (1993) .... Adrián
- Valeria y Maximiliano (1992) .... "Pachón"
- Balada por un amor (1989-1990) .... Gonzalo
- El cristal empañado (1989) .... Salazar
- El camino secreto (1986-1987) .... Ramón
- De pura sangre (1985-1986) .... Nicolás